# Otilia Bădescu
Otilia Bădescu, född 31 oktober 1970 i Bukarest i Rumänien, är en rumänsk tidigare bordtennisspelare och Europamästare i singel, mixed dubbel och lag.
Hon spelade sitt första VM 1985 och 2005 sitt 12:e och sista. Under sin karriär tog hon 2 medaljer i bordtennis-VM, 2 brons. 
Hon spelade sitt första EM 1986 och 2005 sitt 9:e och sista. Under sin karriär tog hon 16 medaljer  i Bordtennis EM, 5 guld, 4 silver och 7 brons. Första singelguldet vid ett Europamästerskap vann hon 2003.

## Meriter
- Bordtennis VM
  - 1991 i Chiba
    - 3:e plats mixed dubbel med Kalinikos Kreanga
    - 6:e plats med det rumänska laget

  - 1993 i Göteborg
    - 3:e plats singel
    - 9:e plats med det rumänska laget

  - 1995 i Tianjin
    - kvartsfinal mixed dubbel
    - 4:e plats med det rumänska laget

  - 1997 i Manchester
    - kvartsfinal dubbel
    - 7:e plats med det rumänska laget

  - 2000 i Kuala Lumpur
    - 3-4:e plats med det rumänska laget
- Bordtennis EM
  - 1986 i Prag
    - 3:e plats singel
    - 3:e plats dubbel med Maria Lunescu- Alboiu

  - 1988 i Paris
    - 2:a plats singel
    - 3:e plats dubbel med Maria Lunescu- Alboiu
    - 3:e plats mixed dubbel med Kalinikos Kreanga

  - 1990 i Göteborg
    - 3:e plats singel
    - kvartsfinal dubbel

  - 1992 i Stuttgart
    - kvartsfinal dubbel
    - 1:a plats mixed dubbel med Kalinikos Kreanga
    - 1:a plats med det rumänska laget

  - 1994 i Birmingham
    - kvartsfinal singel
    - 2:a plats mixed dubbel med Kalinikos Kreanga

  - 1996 i Bratislava
    - 3:e plats dubbel med Emilia Elena
    - 2:a plats mixed dubbel med Kalinikos Kreanga

  - 1998 i Eindhoven
    - 2:a plats dubbel med Marie Svensson
    - 1:a plats mixed dubbel med Ilija Lupulesku

  - 2003 i Courmayeur
    - 1:a plats singel
    - 3:e plats mixed dubbel med Lucjan Błaszczyk

  - 2005 i Århus
    - kvartsfinal dubbel
    - kvartsfinal mixed dubbel
    - 1:a plats med det rumänska laget
- Europa Top 12
  - 1988 i Ljubljana  6:a
  - 1990 i Hannover 7:e
  - 1991 i Hertogenbosch 7:e
  - 1992 i Wien 3:e
  - 1993 i Köpenhamn 3:e
  - 1994 i Arezzo 2:a
  - 1995 i Dijon 1:a
  - 1997 i Eindhoven 3:e
  - 1998 i Halmstad 11:e
  - 2001 i Wels 3:e
  - 2003 i Saarebrucken 9:e
  - 2004 i Frankfurt 5:e
  - 2005 i Rennes 5:e
- Balkan Championships - guldmedaljer
  - Singel - 1987
  - Dubbel – 1985, 1987, 1991
  - Mixed dubbel – 1991
  - Lag - 1983, 1987, 1991

### Fotnoter
1. ↑  ”Efterlängtat guld för Bădescu” (på svenska). Expressen. 5 april 2003. https://www.expressen.se/sport/efterlangtat-guld-for-badescu/. Läst 2 december 2017.